# Suzuki GSF 600
Die Suzuki Bandit 600 (GSF 600) ist ein Motorrad der Kategorie Naked Bike und Sporttourer des japanischen Herstellers Suzuki, das von 1995 bis 2004 hergestellt wurde.
Regulär gibt es das Motorrad mit (Sporttourer) oder ohne (Naked Bike) Halbverkleidung. Serienmäßig ist die Bandit mit einem fein verrippten luft-/ölgekühlten 600 cm3 Vierzylindermotor mit 57 kW ausgestattet. Das Leergewicht bei der Naked Version liegt bei 226 kg.

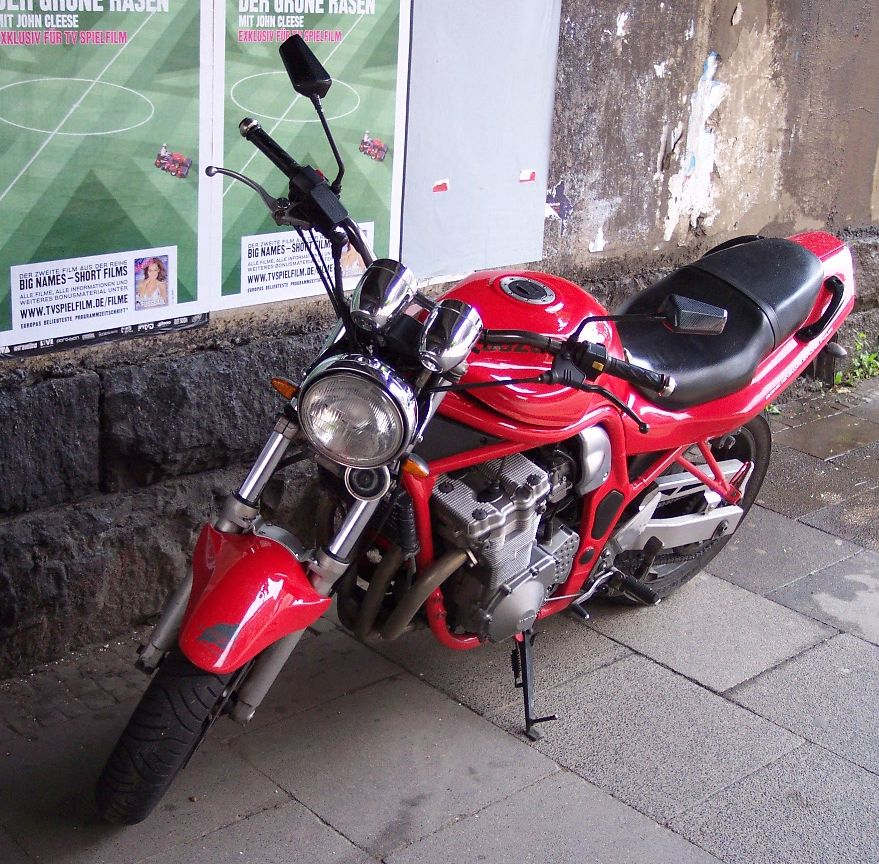
Naked Bandit 600 (Kult)

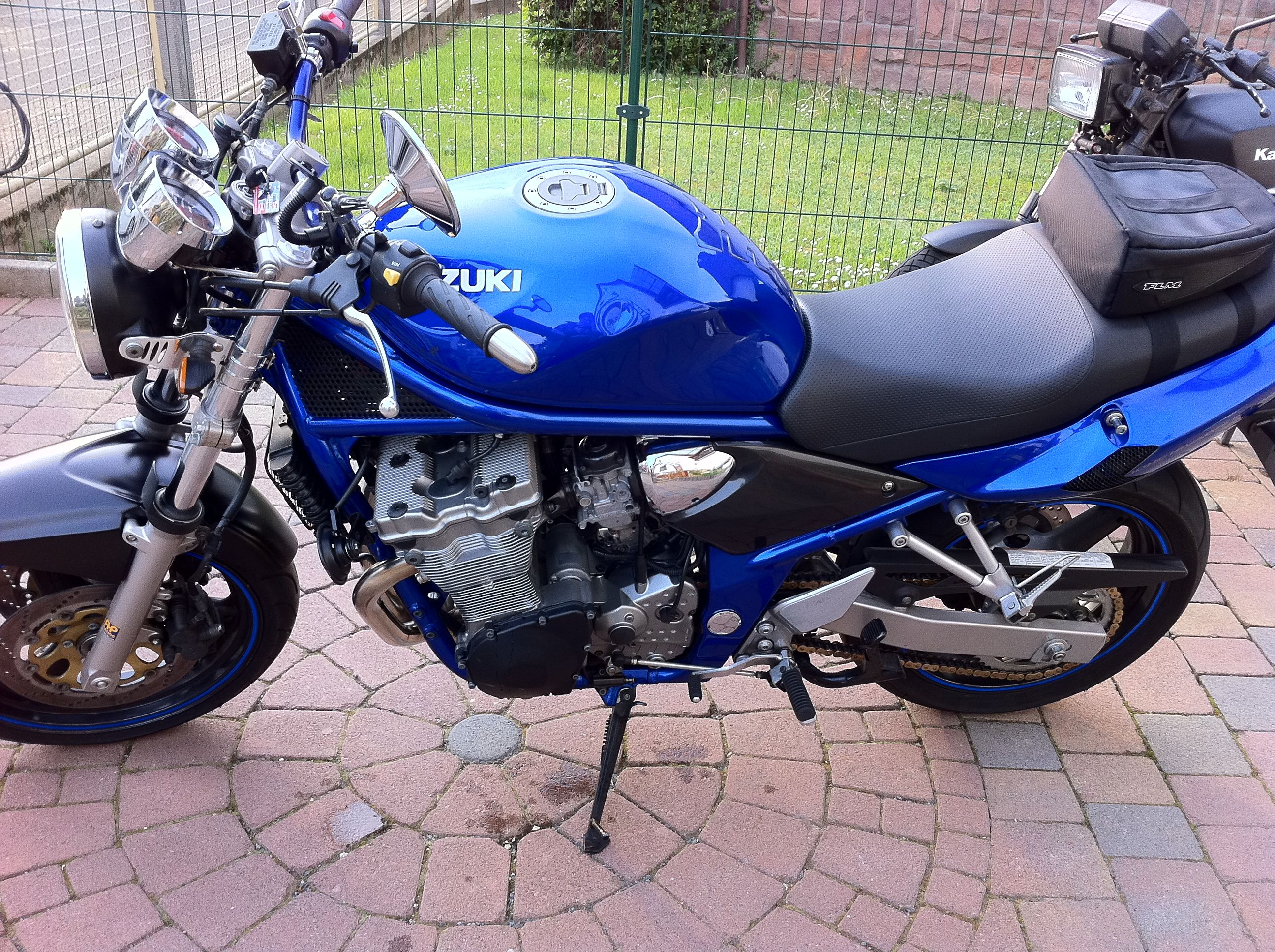
Naked Bandit 600 (POP)

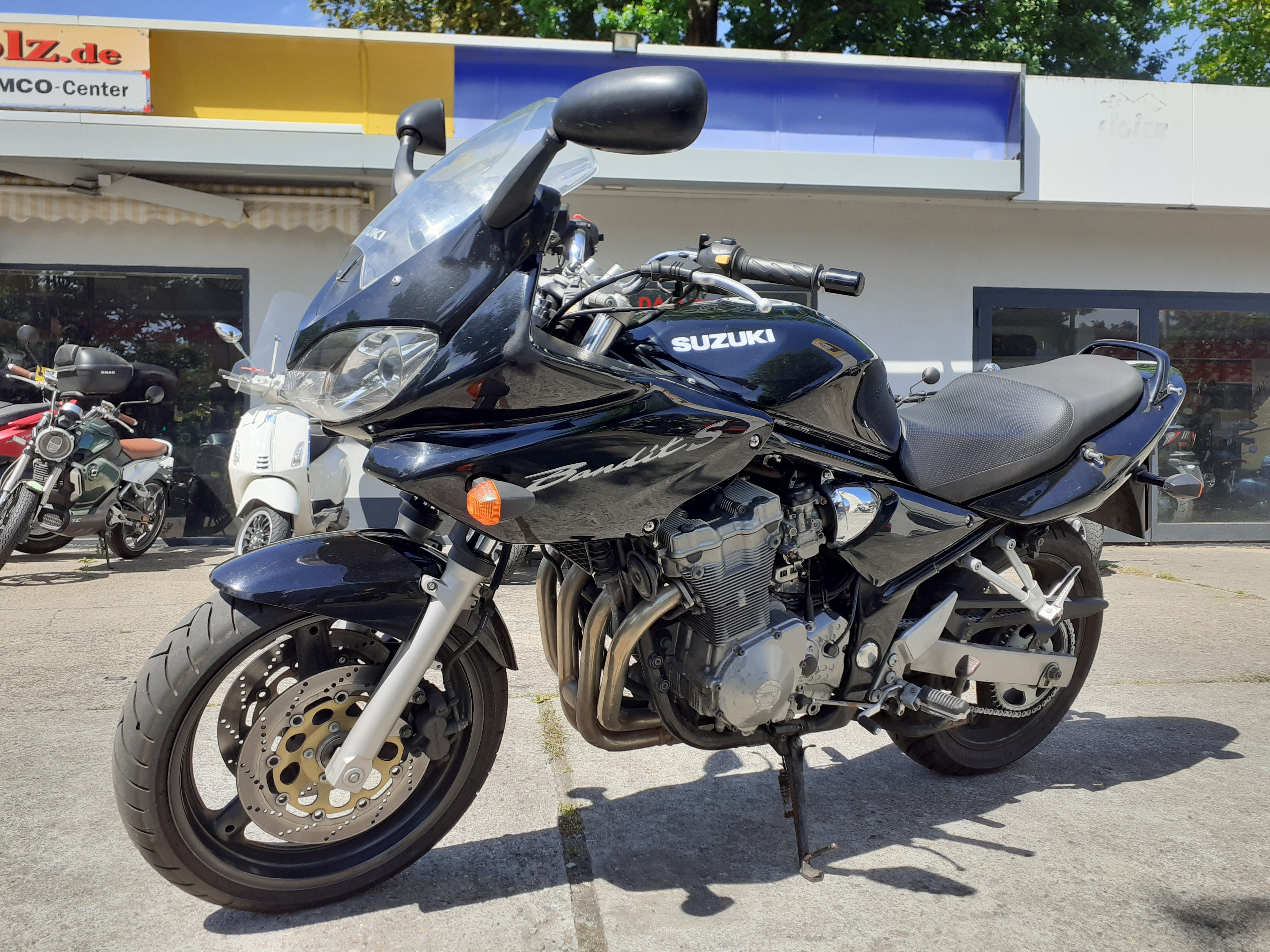

Man unterscheidet bei den 600er Bandits zwischen zwei Modellen: 
Von 1995 bis Baujahr 1999 und ab Baujahr 2000 bis 2004. Das neuere Modell hat die Rahmenoberzüge gerade statt wie vorher abgewinkelt. Bei den verkleideten Versionen ist der Unterschied leichter zu erkennen, da die ältere Version einen eckigen Einzelscheinwerfer und die neuere einen Doppelscheinwerfer hat. Bei dieser wurde auch ein Sekundärluftsystem (SLS-System) am Motor verbaut sowie ein längeres Federbein.

## Modellbezeichnungen
Bezeichnungen für die Baureihen in Liebhaberkreisen:
- Kult (GN77) für die Baujahre 1995 bis 1999
- Pop (WVA8) für die Baujahre 2000 bis 2004
- NEO für die Baujahre 2005 und 2006
- EVO für die Baujahre 2007 und 2008

## Modellentwicklung
- 1995 (Modelljahr S): Name und Styling der Bandit wurden von der GSF 400 weitgehend übernommen. Der Motor war größtenteils baugleich mit dem der GSX 600. Farben: rot und grün.
- 1996 (Modelljahr T): Dazu zählte ebenfalls die ab November 1995 eingeführte halbverkleidete Version GSF 600 S. Neben ihrer Halbverkleidung hatte die S-Version einen Hauptständer und Beifahrergriffe. Die GSF 600 N (naked) wurde ohne wesentliche Änderungen weitergeführt. Farben: rot, grün und blau.
- 1997 (Modelljahr V): In den Sicherheitsstromkreis des elektrischen Anlassers beider Bandit-Modelle wird ein Kupplungsschalter integriert. Zudem werden einige Modelle mit einer Vergaserheizung ausgeliefert. Farben: rot, grün und schwarz.
- 1998 (Modelljahr W): Die unverkleidete Bandit N erhält Beifahrergriffe. Die halbverkleidete Bandit S wird unverändert weitergebaut. Farben: blau, schwarz und orange.
- 1999 (Modelljahr X): Beide Bandit-Modelle erhalten ein neues Federbein. Damit ist eine Einstellung der Zug- und Druckstufe möglich. Farben: blau, schwarz und rot.
- 2000 (Modelljahr Y): Beide Modellvarianten erhalten einen überarbeiteten Rahmen samt Anbauteilen. Ab sofort gibt es eine vollelektronische Instrumententafel mit LED-Lampen. Es werden neue Vergaser mit Drosselklappensensor, ein zusätzlicher Kraftstofffilter, Tokico- anstatt Nissin-Bremssättel, eine stärkere Lichtmaschine, andere Reifen und ein vergrößerter Tank (20 Liter) verbaut. Der S-Version wird zudem eine neue Halbverkleidung mit ein Doppelscheinwerfer spendiert (1-mal Fernlicht und 1-mal Abblendlicht). Farben: blau, schwarz und rot.
- 2001 (Modelljahr K1): Beide Modelle werden ohne wesentliche Änderungen weitergebaut. Farben: blau, schwarz und rot.
- 2002 (Modelljahr K2): Die Bandits werden mit einer Tankanzeige ausgestattet. Es werden zudem verbesserte Zündboxen verbaut. Farben: rot, schwarz, blau und silber.
- 2003 (Modelljahr K3): Die Lenkkopflager beider Versionen werden von Käfig-Kugellager auf Kegelrollenlager umgerüstet. Der Lichtschalter an beiden Modellen entfällt (Dauerlichtschaltung), stattdessen wird ein Warnblinkschalter integriert. Farben: gelb, schwarz, blau und silber.
- 2004 (Modelljahr K4): Es finden keine signifikanten Änderungen an den Modellen statt. Farben: schwarz, blau und silber.

## Nachfolger
Anfang 2005 wurde die GSF 600 durch die Bandit 650 (K5/K6) mit ABS ersetzt. Dieses Modell wird in internen Kreisen Neo genannt und wurde bis einschließlich 2006 gebaut. Es gibt aber auch einige wenige 650er Bandits, die ohne ABS ausgeliefert wurden.
Ab 2007 wurde ein komplett neues Modell der Bandit 650 (AK7) präsentiert. Dieses Modell wird auch Evo genannt. Zu den gravierendsten Änderungen zählt der nun wassergekühlte Motor mit Saugrohreinspritzung. Die Leistung stieg auf 63 kW (86 PS). Optisch gibt es keine Unterschiede.